# Polipo
Polipo是一个轻量级的跨平台代理服务器。可以实现HTTP和SOCKS代理。为了最小化延迟，Polipo管线化多个资源请求，在同一个TCP/IP连接上多路复用。Polipo具有HTTP 1.1兼容，支持IPv4、IPv6，流量过滤和隐私增强。Polipo是自由软件，使用MIT许可证。

## 设计
Polipo被设计为用于个人网页缓存或网页快照，在许多用户中共享以加速网络访问。Polipo快速、轻量、小型，当系统资源不足以运行较大代理时，这非常有用。因此，Polipo已被用于OpenWrt的网络共享工具。

## 图形用户界面包装
Polipo具有一个专用的命令行界面（CLI）的应用程序，需要使用键盘键入命令，并将参数存储在配置文件中。作为替代，Polipo允许自动化和非交互地运行，例如使用Shell脚本。通过图形用户界面用户可以直观地和Polipo进行交互 , 通过图标和视觉指示器开始和停止运行、改变工作参数。
一些独立的图形界面项目：
- Solipo[7] - Windows上的图形界面包装
- Dolipo[8] - OS X上的图形界面包装
- Polipoid[9] - Android上的图形界面包装

## 特性
快速、轻量、小内存占用的代理服务器使用许多技术：
- Polipo将客户端请求升级到HTTP/1.1，即使请求为HTTP/1.0格式。
- Polipo能够很好地进行HTTP 1.1管线化，可降低网络通讯延迟。
- Polipo使网页浏览更快，或者至少有更短的延迟。
- Polipo缓存下载的起始段，使用Range请求在以后完成，以防中断。
- Polipo在一定程度上能代替过滤、增强隐私的代理，例如Privoxy或者WWWOFFLE。它能够拦截或重定向请求，检查HTTP请求头和引用信息。[10]
- Polipo同时支持IPv4和IPv6，所以Polipo可作为IPv4和IPv6网络之间的桥梁。
- Polipo支持SOCKS 4和SOCKS 5协议。
- Polipo用作网页快照。

### 限制
Polipo在32位系统上只能处理2G或4G以下的文件，在处理大型请求时会导致问题。